# روح سانت لويس
روح سانت لويس (Spirit of St. Louis) (رسميًا Ryan NYP)، التسجيل: (NX-211) هي طائرة مبنية حسب الطلب أحادية السطح ذات محرك واحد ومقعد واحد وعالية الجناح، طارت في 20-21 مايو 1927، بواسطة تشارلز لندبرغ في أول رحلة طيران فردية بدون توقف عبر المحيط الأطلسي من لونغ آيلاند، نيويورك، إلى باريس، فرنسا، والتي فاز بها لندبرغ بجائزة أورتيغ البالغة 25 ألف دولار.
أقلع لندبرغ في طائرة سبيريت من مطار روزفلت، غاردين سيتي، نيويورك، وهبط بعد 33 ساعة، 30 دقيقة في مطار لو بورجيه في باريس، فرنسا، قاطعاً مسافة تقارب 3600 ميل (5800 كم). تعد واحدة من أشهر الطائرات في العالم، تم بناء سبيريت من قبل شركة رآين للطيران في سان دييغو، كاليفورنيا، والتي يمتلكها ويشغلها في ذلك الوقت بنجامين فرانكلين ماهوني، والذي بدوره كان قد اشتراها في عام 1926، من مؤسسها تي كلود رآين. يتم عرض سبيريت بشكل دائم في معرض «معالم الرحلة» (Milestones) في المدخل الرئيسي في المتحف الوطني للطيران والفضاء التابع لمعهد سميثسونيان في واشنطن العاصمة.

## تطوير
تُعرف رسميًا باسم «رآين إن واي بي» (Ryan NYP) «من أجل نيويورك إلى باريس» (for New York to Paris)، تم تصميم الطائرة أحادية السطح ذات المحرك الواحد من قبل دونالد أ. هول من رآين للطيران، والتي سماها «سبيريت أوف سانت لويس» ("Spirit of St. Louis"). تكريمالـ «نادي راكيت» (Raquette Club) مسقط رأس لندبرغ في سانت لويس بولاية ميسوري. لتوفير وقت التصميم، اقتبست (NYP) بشكل فضفاض من طائرة البريد التابعة للشركة عام 1926 رآين إم-2، وكان الاختلاف الرئيسي هو 4,000 ميل (6,400 كـم). كتصميم غير قياسي، منحته الحكومة رقم التسجيل (NX-211) لـ «تجريبي». قام هول بتوثيق تصميمه في «بيانات هندسية عن روح سانت لويس»، والتي أعدها للجنة الاستشارية الوطنية للملاحة الجوية (NACA) وتم تضمينها كملحق لكتاب لندبرغ الحائز على جائزة بوليتزر لعام 1953 بعنوان روح سانت لويس.
شارك بي إف «فرانك» ماهوني وكلود ريان في تأسيس الشركة كشركة طيران في عام 1925 وظل رايان مع الشركة بعد أن اشترى ماهوني حصته في عام 1926، على الرغم من وجود بعض الخلاف حول مدى مشاركة رآين في إدارتها بعد بيع حصته. من المعروف، مع ذلك، أن هاولي بولس كان مدير المصنع الذي أشرف على بناء «رآين إن واي بي»، وأن ماهوني كان المالك الوحيد في وقت تعيين دونالد أ. هول.
تم تصميم وبناء الروح في سان دييغو للتنافس على جائزة أورتيق بقيمة 25000 دولار لأول رحلة بدون توقف بين نيويورك وباريس. عمل موظفو هول وشركة رآين للطيران عن كثب مع لندبرغ لتصميم وبناء الروح في 60 يومًا فقط. على الرغم من أن المبلغ الذي تم دفعه بالفعل لشركة رآين للطيران مقابل المشروع غير واضح، وافق ماهوني على بناء الطائرة مقابل 6000 دولار وقال إنه لن يكون هناك ربح؛ عرض محركًا وأدوات وما إلى ذلك بسعر التكلفة. بعد الاقتراب لأول مرة من العديد من مصنعي الطائرات الرئيسيين دون نجاح، في أوائل فبراير 1927، كان لندبرغ، الذي كان طيارًا في البريد الجوي الأمريكي على دراية بالسجل الجيد للطائرة إم-1 مع باسيفيك للنقل الجوي، برقيًا، «هل يمكنك بناء طائرة بمحرك» ويرلويند«(Whirlwind) قادرة على الطيران بدون توقف بين نيويورك وباريس...؟»
كان ماهوني بعيدًا عن المصنع، لكن ريان أجاب: «يمكن بناء طائرة مماثلة من طراز إم-1 لكن بأجنحة أكبر... تسليم حوالي ثلاثة أشهر». أعاد لندبرغ التأكيد أنه نظرًا للمنافسة، كان التسليم في أقل من ثلاثة أشهر أمرًا ضروريًا. بعد عدة سنوات، يتذكر جون فاندرليند، كبير ميكانيكي شركة رآين للطيران، «لكن لم يزعج بي إف ماهوني، الرياضي الشاب الذي اشترى للتو شركة رآين». أرسل ماهوني برقية إلى لندبرغ في نفس اليوم: «يمكن أن تكتمل في شهرين».

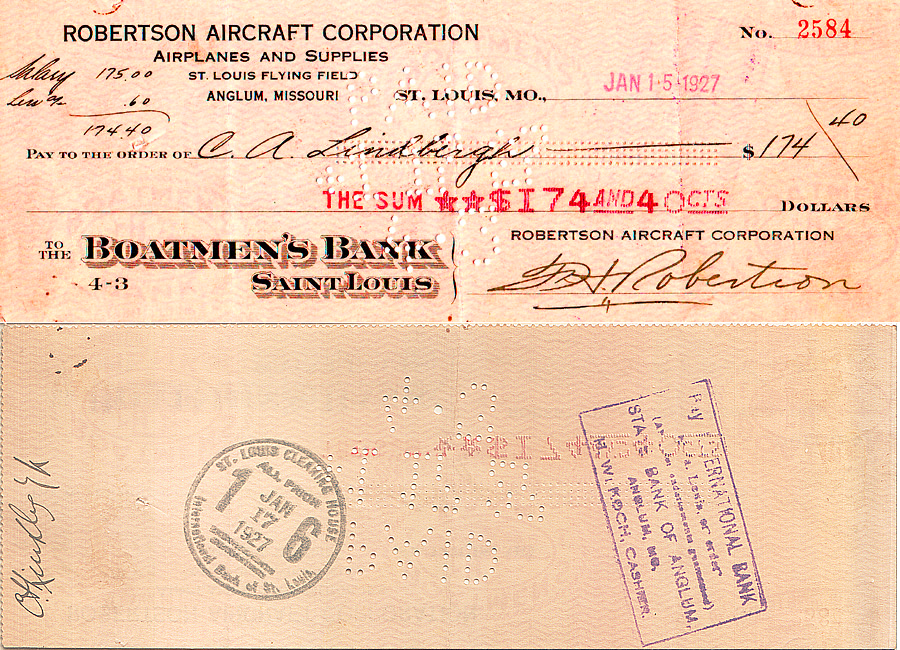
جاء جزء من تمويل روح سانت لويس من أرباح لندبرغ الخاصة كطيار في البريد الجوي الأمريكي (15 يناير 1927 رواتب RAC).

وصل لندبرغ إلى سان دييغو في 23 فبراير وقام بجولة في المصنع مع ماهوني، والتقى بولس، وكبير المهندسين دونالد هول، ومدير المبيعات إيه جيه إدواردز. بعد مزيد من المناقشات بين ماهوني وهول ولندبرغ، عرض ماهوني أن يبني الروح مقابل 10580 دولارًا، وأعاد تأكيد التزامه بتسليمها في غضون 60 يومًا. ساهم لندبرغ بمبلغ 2000 دولار في تكلفة الروح التي وفرها من أرباحه كطيار بريد جوي لشركة شركة روبرتسون للطائرات. تم تقديم الباقي من قبل منظمة روح سانت لويس.
كان لندبرغ مقتنعًا: «أنا أؤمن بقدرة هول؛ أحب حماس ماهوني. لدي ثقة في شخصية العمال الذين قابلتهم». ذهب بعد ذلك إلى المطار للتعرف على طائرة ريان، إما إم-1 أو إم-2، ثم أرسل تلغرافًا إلى مؤيديه في سانت لويس وأوصى بالصفقة، والتي تمت الموافقة عليها بسرعة.
وَفَ ماهوني بالتزامه. العمل حصريًا على متن الطائرة وبالقرب من لندبرغ، أكمل الموظفون روح سانت لويس بعد 60 يومًا من وصول لندبرغ إلى سان دييغو. مدعوم بمحرك شعاعي من نوع رايت آر-790 ويرلويند (Wright Whirlwind J-5C) بقوة 223 حصانًا، كان باع جناحي الطائرة 14م (46 قدمًا)، وأطول بـ3م (10 قدم) من إم-1، لاستيعاب الحمل الثقيل البالغ 1610 ليتر (425 غالون) من الوقود. في كتابه الذي أصدره عام 1927 «نحن» (We)، اعترف لندبرغ بإنجازات البنائين من خلال صورة مكتوب عليها «الرجال الذين صنعوا الطائرة» ("The Men Who Made the Plane")، معرّفًا فيها: «ب. فرانكلين ماهوني، رئيس شركة رايان إيرلاينز»، بولس، هول وإدواردز يقفون مع الطيار أمام الطائرة المكتملة.

## تصميم

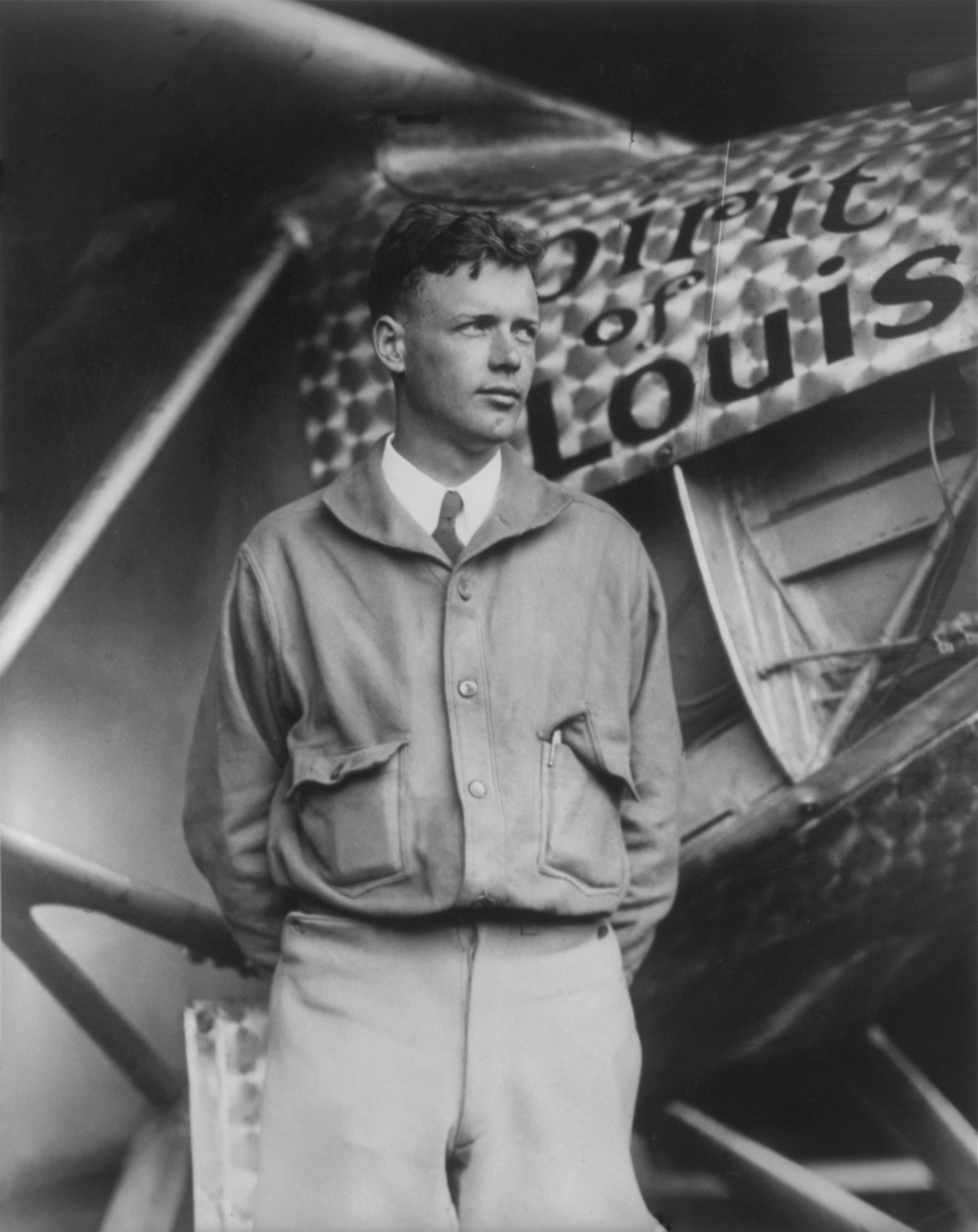
لندبرغ و روح سانت لويس في ملعب روزفلت، بمحرك بيرليه تحول إلى اللمسات الأخيرة على ألواح الأنف.

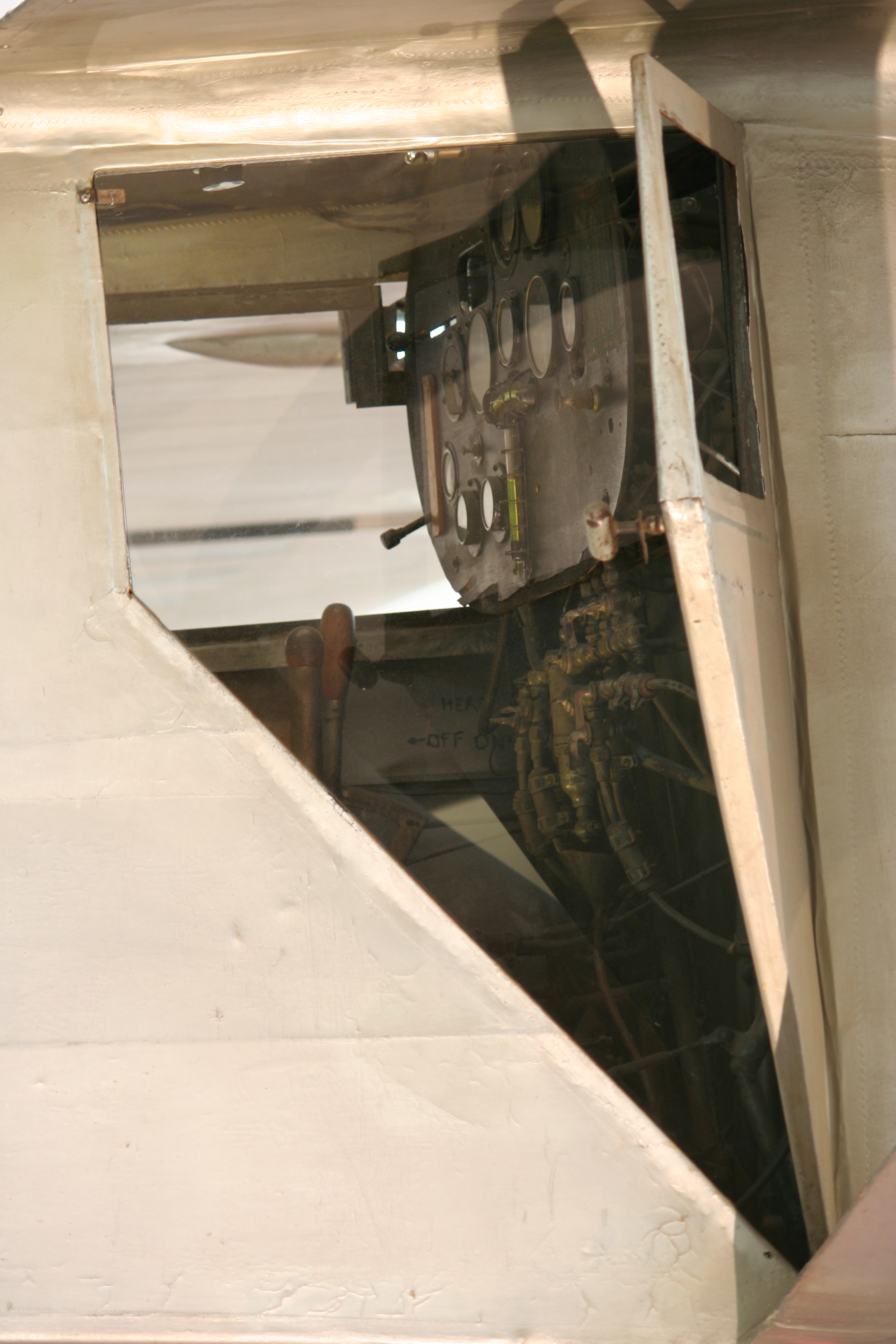
قمرة القيادة روح سانت لويس، واشنطن العاصمة

يعتقد لندبرغ أن المحركات المتعددة تؤدي إلى مخاطر أعطال أكبر بينما يمنحه تصميم المحرك الواحد نطاقًا أكبر. لزيادة كفاءة الوقود، كانت روح سانت لويس أيضًا واحدة من أكثر التصاميم تقدمًا وانسيابية من الناحية الديناميكية الهوائية في عصرها.
يعتقد لندبرغ أن رحلة تم إجراؤها في طائرة أحادية السطح ذات مقعد واحد مصممة حول محرك رايت ويرلويند جيه-5 الشعاعي الذي يمكن الاعتماد عليه يوفر أفضل فرصة للنجاح. تبلغ سعة الوقود الإجمالية لـ «رآين إن واي بي» 450 غالون أمريكي (1,700 لتر؛ 370 غالون إمبراطوري) أو 2710 رطل (1230 كغم) من البنزين، والذي كان ضروريًا من أجل الحصول على المدى اللازم للرحلة المتوقعة بدون توقف. تم تخزين الوقود في خمسة خزانات وقود، خزان أمامي - 88 غالونًا أمريكيًا (330 لترًا، 73 غالونًا إمبراطوريًا)، الرئيسي - 209 غالون أمريكي (790 لتر، 174 غالون إمبراطوري)، وثلاث خزانات أجنحة - إجمالي 153 غالونًا أمريكيًا (580 لترًا، 127 غالونًا إمبراطوريًا). قام لندبرغ بتعديل تصميم «دعامات الترومبون» للطائرة المرفقة بمعدات الهبوط لتوفير قاعدة عجلات أوسع من أجل استيعاب وزن الوقود.
بناءً على طلب لندبرغ، تم وضع خزانات الوقود الرئيسية والأمامية في الجزء الأمامي من جسم الطائرة، أمام الطيار، مع عمل خزان الزيت كجدار حماية. أدى هذا الترتيب إلى تحسين مركز الثقل وتقليل خطر تعرض الطيار للسحق حتى الموت بين الخزان الرئيسي والمحرك في حالة حدوث تصادم. يعني قرار التصميم هذا أنه لا يمكن أن يكون هناك زجاج أمامي، وأن الرؤية الأمامية ستقتصر على النوافذ الجانبية. لم يكن هذا الأمر يتعلق بـ لندبرغ لأنه اعتاد الطيران في قمرة القيادة الخلفية لطائرات البريد مع أكياس بريد في المقدمة. عندما أراد أن يرى إلى الأمام، كان ينحرف قليلاً عن الطائرة وينظر إلى الجانب. لتوفير بعض الرؤية المستقبلية كإجراء احترازي ضد اصطدام صواري السفن أو الأشجار أو الهياكل أثناء الطيران على ارتفاع منخفض، قام أحد موظفي رآين الذي خدم في خدمة الغواصة بتركيب المنظار الذي ساعد لندبرغ في تصميمه. من غير الواضح ما إذا كان المنظار قد تم استخدامه أثناء الرحلة. تضم لوحة العدادات ضغط الوقود وضغط الزيت ومقاييس درجة الحرارة وساعة ومقياس الارتفاع ومقياس سرعة الدوران ومؤشر سرعة الهواء ومؤشر البنك والانعطاف وبوصلة مغناطيسية سائلة. تم تركيب البوصلة الرئيسية خلف لندبرغ في قمرة القيادة، وقرأها باستخدام المرآة من علبة مكياج نسائية تم تثبيتها في السقف باستخدام العلكة. قام لندبرغ أيضًا بتثبيت بوصلة الحث الأرضي (Earth Inductor Compass) التي تم تطويرها حديثًا من قبل «شركة بايونير انسترومنت» (Pioneer Instrument Company) والتي سمحت له بالتنقل بشكل أكثر دقة مع مراعاة الانحراف المغناطيسي للأرض. انحرف وصول لندبرغ النهائي إلى أيرلندا عن خطة رحلته بأميال قليلة فقط.
جلس لندبرغ في قمرة القيادة الضيقة التي كانت 94 عرض سم، 81 طول سم و 130 ارتفاع سم (36 بوصة × 32 بوصة × 51 بوصة). كانت قمرة القيادة صغيرة جدًا، ولم يستطع لندبرغ مد ساقيه. تم تشغيل روح سانت لويس بواسطة محرك شعاعي رايت ويرل ويند جيه-5سي ذو تسع أسطوانات ومبرد بالهواء وبقوة 223 حصان (166 كيلو وات). تم تصنيف المحرك لمدة تشغيل قصوى تبلغ 9000 ساعة (أكثر من عام واحد إذا تم تشغيله بشكل مستمر) ولديه آلية خاصة يمكن أن تحافظ عليه نظيفًا طوال الرحلة من نيويورك إلى باريس. كان أيضًا، في يومه، موفرًا للوقود للغاية، مما أتاح الرحلات الطويلة التي تحمل وزنًا أقل للوقود لمسافات معينة.[Note 1] ميزة رئيسية أخرى لمحرك «ويرلويند» (Whirlwind) الشعاعي هي أنه تم تقييمه للتشحيم الذاتي لصمامات المحرك لمدة 40 ساعة متواصلة. تشحيم، أو «تشحيم» أجزاء المحرك الخارجية المتحركة، كان من الضروري أن يتم القيام به يدويًا بواسطة الطيار أو الطاقم الأرضي قبل كل رحلة، وكان من الضروري القيام به بطريقة ما خلال فترة طويلة. طيران.
تم بناء المحرك في «رايت للطيران» (Wright Aeronautical) في باترسون، نيو جيرسي من قبل صانع محركات يبلغ من العمر 24 عامًا، توم روتليدج، الذي أصيب بخيبة أمل لأنه تم تعيينه مع طيار مجهول، لندبرغ. بعد أربعة أيام من الرحلة، تلقى خطاب تهنئة من إدارة رايت.

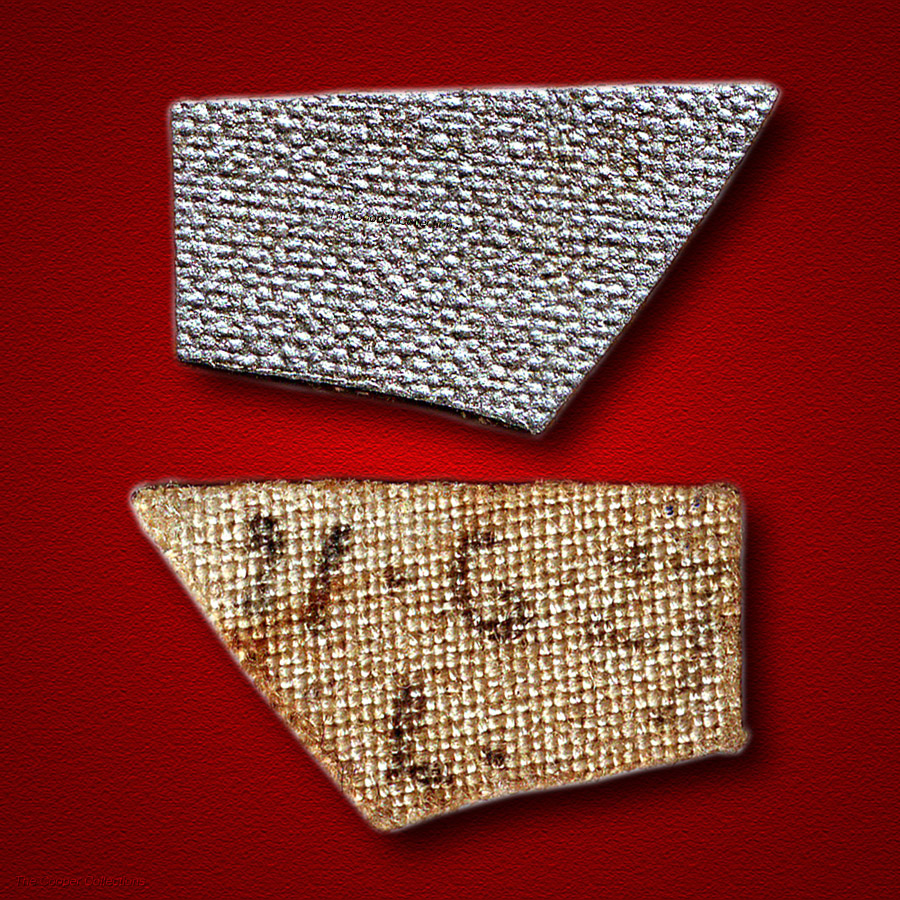
عينة من القماش المعالج من روح سانت لويس

تطلب السباق للفوز بالجائزة تنازلات في التصميم لتوفير الوقت. قرر دونالد أ.هول أن الذيل (تجميع الذيل) وأسطح التحكم في الجناح لن تتغير عن تصميمه الأصلي Ryan M-2، وبالتالي تقليل وقت إعادة التصميم الذي لم يكن متاحًا دون تأخير الرحلة. كانت النتيجة استقرارًا أقل في الديناميكية الهوائية؛ ومع ذلك، وافق لندبرغ ذو الخبرة على التصميم دون تغيير. نتج عن هذا الإعداد تصميم مستقر بشكل سلبي يميل إلى إدخال عناصر درجة الانعراج والانعراج والبنك (التدحرج) غير المتوقعة بشكل عشوائي في خصائص الطيران الشاملة. هناك نزاع حول ما إذا كان هول ولندبرغ فضلوا أيضًا هذا التصميم لأنهم توقعوا أن التصحيحات المستمرة للحركات العشوائية للطائرة ستساعد في إبقاء لندبرغ مستيقظًا خلال الرحلة المقدرة بـ 40 ساعة. سواء تم الاحتفاظ بالتصميم غير المستقر عمدًا للمساعدة في مكافحة التعب، كتب لندبرغ لاحقًا كيف ساعدت هذه الحركات العشوائية غير المتوقعة في إبقائه مستيقظًا في أوقات مختلفة أثناء الرحلة. كان المقعد الخشبي الصلب في قمرة القيادة غير مريح أيضًا عن قصد، على الرغم من أنه مصمم خصيصًا لإطار لندبرغ الطويل والنحيف.

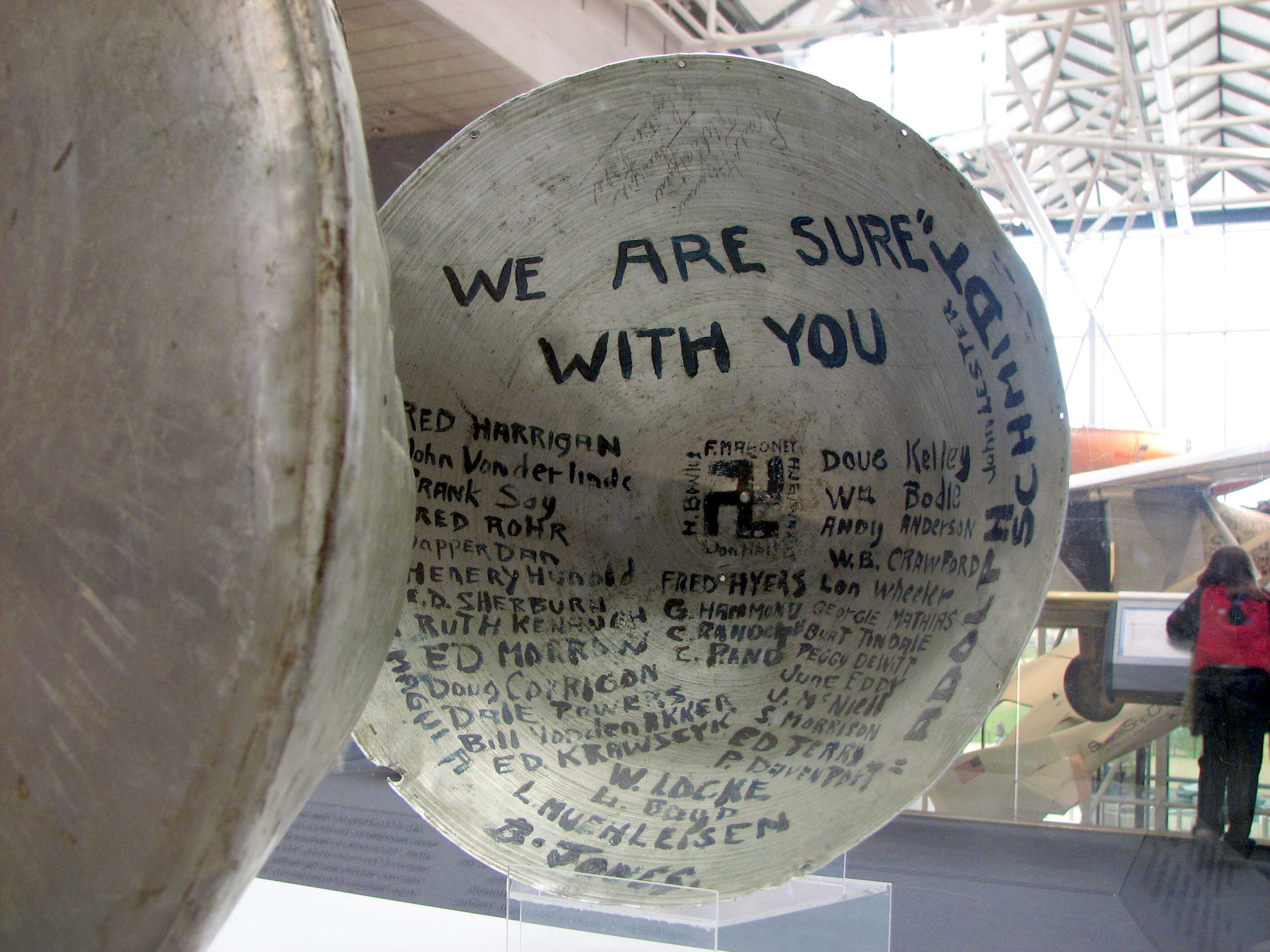
داخل المروحة الأصلية للغزل من روح سانت لويس

أصر لندبرغ أيضًا على التخلص من الوزن غير الضروري، حتى أنه ذهب إلى حد قطع الجزء العلوي والسفلي من خريطة طيرانه. لم يكن يحمل راديوًا من أجل توفير الوزن ولأن أجهزة الراديو في تلك الفترة كانت غير موثوقة ويصعب استخدامها أثناء الطيران بمفرده. أيضًا، على الرغم من أنه كان طيارًا في البريد الجوي، فقد رفض حمل رسائل تذكارية في الرحلة عبر المحيط الأطلسي، وأصر على تخصيص كل أوقية إضافية للوقود. كان جسم الطائرة مصنوعًا من القماش المعالج فوق إطار أنبوب معدني، بينما صنعت الأجنحة من القماش فوق إطار خشبي. تم تصنيع مادة الخشب الرقائقي التي تم استخدامها في بناء معظم طائرات لندبرغ في شركة هاسكيليت للتصنيع في غراند رابيدز بولاية ميشيغان.
تم رسم صليب معقوف صغير على الطراز الهندي مواجه لليسار على الجزء الداخلي من المروحة الدوارة الأصلية لـ روح سانت لويس جنبًا إلى جنب مع أسماء جميع موظفي طيران ريان الذين قاموا بتصميمها وبنائها. كان من المفترض أن تكون رسالة حظ سعيد قبل عبور لندبرغ المنفرد عبر المحيط الأطلسي حيث كان الرمز يستخدم في كثير من الأحيان كسحر حظ سعيد مع الطيارين الأوائل وغيرهم. [Note 2] يمكن مشاهدة الجزء الداخلي من المروحة الدافعة الأصلية في المتحف الوطني للطيران والفضاء. تم العثور على هذا المروحة الدوار متصدعًا عندما وصل لندبرغ إلى نيويورك قبل رحلته عبر المحيط الأطلسي. تم تصنيع المروحة الدافعة الموجودة على روح سانت لويس على عجل في نيويورك لتحل محل الأصل المكسور وكانت على متن الطائرة أثناء الرحلة عبر المحيط الأطلسي.

## التاريخ والحفظ لاحقا

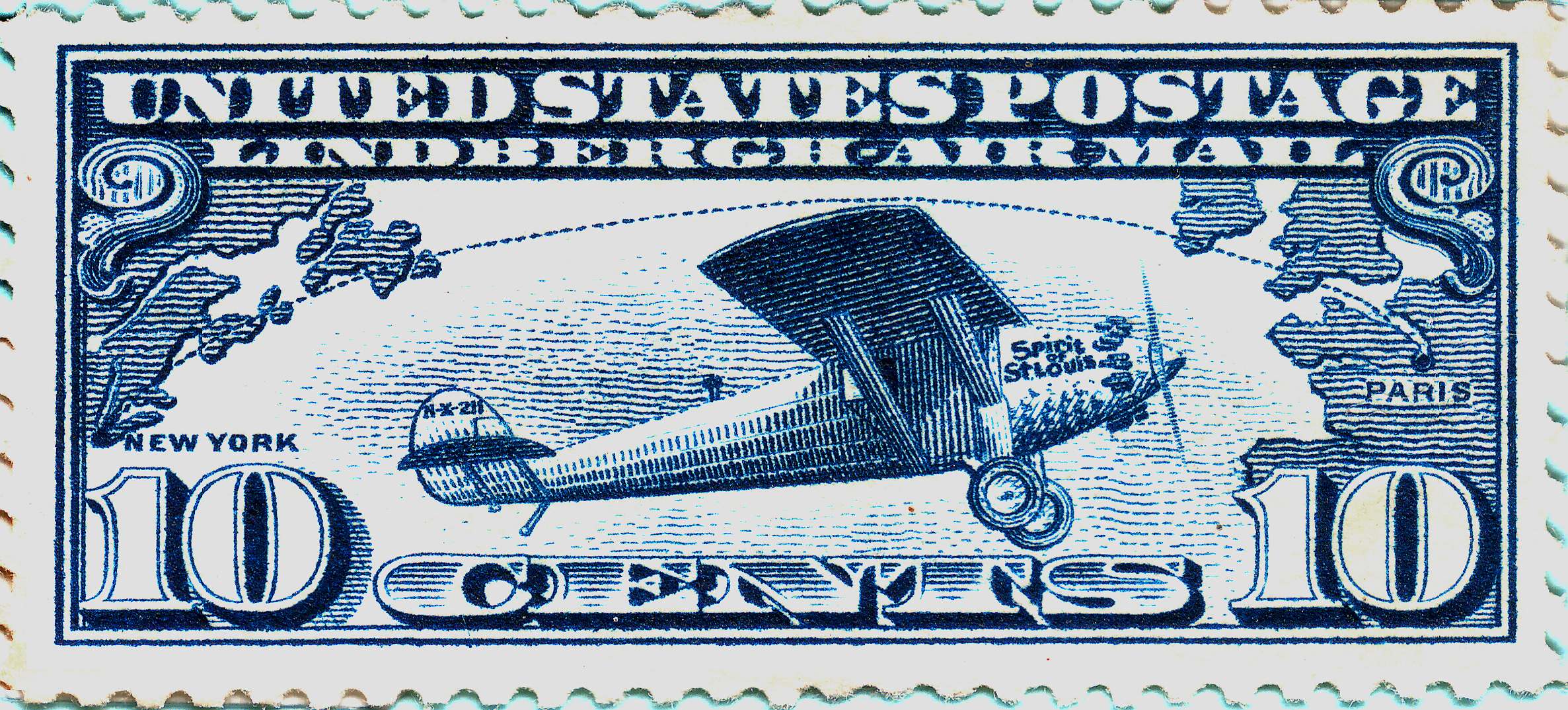
ختم بريد جوي أمريكي قيمته عشرة سنتات تكريمًا للنقيب. تشارلز لندبرغ وروح سانت لويس؛ صدر في 11 يونيو 1927. (سكوت سي 10)

جعلت رحلة لندبرغ من نيويورك إلى باريس منه نجمًا إعلاميًا ومشهورًا على الفور. بفوزه بجائزة أورتيق، أثار لندبرغ خيال الجمهور. كتب: «لقد اندهشت من تأثير هبوطي الناجح في فرنسا على دول العالم. كان مثل عود ثقاب أشعل نارًا.»  قام لندبرغ بعد ذلك بنقل روح سانت لويس إلى بلجيكا وإنجلترا قبل أن يرسل الرئيس كالفن كوليدج الطراد الخفيف ممفيس لإعادتها إلى الولايات المتحدة. عند وصوله في 11 يونيو، اصطحب لندبرغ و سبيريت حتى نهر بوتوماك إلى واشنطن العاصمة، بواسطة أسطول من السفن الحربية، ورحلات متعددة لطائرات المطاردة العسكرية، وقاذفات القنابل، ومنطاد لوس أنجلوس الصلب حيث قدم الرئيس كوليدج مدة 25 عامًا- طيار احتياطي قديم للجيش الأمريكي يحمل صليب الطيران المميز.
في نفس اليوم، أصدر مكتب البريد الأمريكي طابعًا تذكاريًا بقيمة 10 سنتات «بريد لندبرغ» يصور الروح على خريطة رحلتها من نيويورك إلى باريس، وكان أيضًا أول طابع صادر عن مكتب البريد الذي يحمل اسم شخص حي.
على مدى الأشهر العشرة التالية، طار لندبرغ بطائرة سبيريت أوف سانت لويس في جولات ترويجية ونوايا حسنة عبر الولايات المتحدة وأمريكا اللاتينية. وفقًا لسجل الروح المنشور، خلال جولته التي استمرت 3 أشهر في الولايات المتحدة، سمح للرائد توماس لامفير (قائد سرب المطاردة الأول، حقل سيلفريدج) والملازم فيليب ر. في خدمة البريد الجوي لشركة شركة روبرتسون للطائرات) لقيادة طائرة روح سانت لويس لمدة عشر دقائق في كل من 1 يوليو و 8 أغسطس 1927، على التوالي. يبدو أن هذين الشخصين هما الشخصان الوحيدان بخلاف لندبرغ الذي قاد روح سانت لويس.
بعد عام واحد فقط ويومين من قيامهما بأول رحلة لهما في دوتش فلاتس في سان دييغو، كاليفورنيا، في 28 أبريل 1927، طار لندبرغ وروح سانت لويس معًا للمرة الأخيرة أثناء قفزهما من سانت لويس إلى بولينغ فيلد، في واشنطن العاصمة، في 30 أبريل 1928. هناك قدم طائرته أحادية السطح إلى مؤسسة سميثسونيان حيث ظلت معروضة لأكثر من ثمانية عقود، معلقة لمدة 48 عامًا (1928-1976) في مبنى الفنون والصناعات، وهي معلقة اليوم، منذ عام 1976، في ردهةمتحف الطيران والفضاء الوطني جنبًا إلى جنب مع بيل إكس-1 وسبيس شيب وان. في وقت تقاعدها، كانت الروح قد قامت بـ 174 رحلة، بإجمالي 489: 28 ساعة في الجو.
في حين أن روح سانت لويس تظهر اليوم في نواحٍ أخرى مثلما ظهرت عند انضمامها إلى مجموعة سميثسونيان في عام 1928، فإن اللون الذهبي لألواح أنف الطائرة المصنوعة من الألومنيوم هو قطعة أثرية لجهود الحفظ المبكرة حسنة النية. بعد فترة وجيزة من استحواذ المتحف على الروح، قام القائمون على الترميم بتطبيق طبقة واضحة من الورنيش أو اللك على الألواح الأمامية في محاولة للحفاظ على الأعلام والأعمال الفنية الأخرى المرسومة على قلنسوة المحرك. يتحول لون هذا الطلاء الواقي إلى اللون الأصفر مع تقدم العمر، مما يؤدي إلى اللون الذهبي الذي نراه اليوم. وأشار مسؤولو سميثسونيان إلى أنه ستتم إزالة الورنيش وإعادة لوحات المقدمة إلى مظهرها الفضي الأصلي في المرة التالية التي يتم فيها إنزال الطائرة للحفظ. ومع ذلك، عكست سميثسونيان هذا الموقف لاحقًا، وقررت أن اللون الذهبي على غطاء محركها سيبقى، لأنه جزء من الحالة الطبيعية للطائرة بعد الاستحواذ وخلال سنوات عرضها. لا يتمثل الجهد المبذول في الحفاظ على القطع الأثرية في تغييرها ولكن الحفاظ عليها قدر الإمكان في الحالة التي حصل فيها سميثسونيان عليها. أيضًا، عندما تم إنزال الطائرة مؤخرًا إلى أرضية معرض «معالم الرحلة» (Milestones) بالمتحف، تمت إزالة الإطارات واستبدالها بإطارات طراز «الرافعة الشوكية». تم القيام بذلك للحفاظ على إطارات سبيريت الأصلية التي، بسبب العمر وتقليل الفلكنة، غير قادرة على الحفاظ على وزن الطائرة دون تفكك (تم إجراء الحفظ أيضًا على مجموعة العجلة نفسها).

## مزيد من الأنواع المطورة
تم بناء (NYP-2)، وهو نسخة طبق الأصل من روح سانت لويس، بعد 45 يومًا من الرحلة عبر المحيط الأطلسي، لصحيفة ماينيتشي اليابانية. تم تسجيل الطائرة (NYP-2) التي تحمل الرقم التسلسلي 29 باسم (J-BACC) وحققت عددًا من الرحلات الجوية المحطمة للأرقام القياسية في وقت مبكر من عام 1928 قبل أن ينهي حادث تحطم مسيرتها المهنية.
على الرغم من أن رايان استفاد من سمعة برنامج (NYP) الخاص، إلا أن المزيد من التطورات كانت قابلة للمقارنة بشكل سطحي مع روح سانت لويس. ظهر فرع من طراز رآين بي-1 بروم كطائرة ذات خمسة مقاعد مع نفس محرك (J-5) ولكن تم تعديلها مع تصميم قمرة القيادة التقليدي ومسافة جناحيها الأقصر. في ظل شركة (BF) ماهوني المعاد هيكلتها حديثًا، استمر التطوير الإضافي مع الطراز (B-7) المكون من ستة مراكز باستخدام 420 حصان (310 كيلوواط) والطراز (C-1) مع 220 حصان (160 كيلو واط) الأساسي المحرك.
بعد فترة وجيزة من تقاعد الروح الأصلية في أبريل 1928، قدمت «شركة ماهوني للطائرات» إلى لندبرغ مع ماهوني ريان بي-1 «بروم». في عام 1928، قام ماهوني ببناء «بي 1إكس» كهدية لتشارلز لندبرغ.
اشترى الطيار فرانك هوكس طائرة ماهوني رآين بي-1 بروم (NC3009) بأموال من زوجته، وأطلق على الطائرة اسم «روح سان دييغو». في أعقاب التعرض الإعلامي الذي أحاط برحلة لندبرغ عبر المحيط الأطلسي، سافر إلى واشنطن مع زوجته على متن الطائرة لتحية لندبرغ المنتصرة. بسبب الدعاية التي تلت ذلك، تم تعيين هوكس من قبل شركة طائرات رآين لتكون ممثلها الرسمي. ذهب هوكس للقيام بجولة في البلاد، حيث قام ببيع الرحلات على متن الطائرة «مثل طيران ليندي».

## نسخ

### أمثلة صالحة للطيران
تم استخدام ماهوني رآين بي-1 لاستنساخ في فيلم باراماونت عام 1938 «رجال بأجنحة» (Men with Wings) من بطولة راي ميلاند.
جميع النسخ الثلاثة من فيلم وارنر برذرز. روح سانت لويس (1957) نجت مع بي-153 المعروضة في متحف ميسوري للتاريخ، في سانت لويس، بي-156 هي جزء من المجموعة في متحف هنري فورد في تنتمي ديربورن، ميشيغان، وبي-159 إلى متحف مهد الطيران (Cradle of Aviation) الموجود في جاردن سيتي، لونغ آيلاند، نيويورك، وليس بعيدًا عن موقع روزفلت فيلد الذي غادر منه الأصل في عام 1927. وفقًا للمعلومات الموجودة في متحف هنري فورد، كانت نسختهم (B-156) مملوكة بالفعل لجيمس ستيوارت، الذي صور لندبرغ في الفيلم. يُنسب إلى ستيوارت أنه تبرع بالطائرة للمتحف. اشتهر لندبرغ بأنه قام بنقل إحدى النسخ أثناء إنتاج الفيلم، ومع ذلك، فإن الاتصال بـ لندبرغ يُعتبر الآن أسطورة.

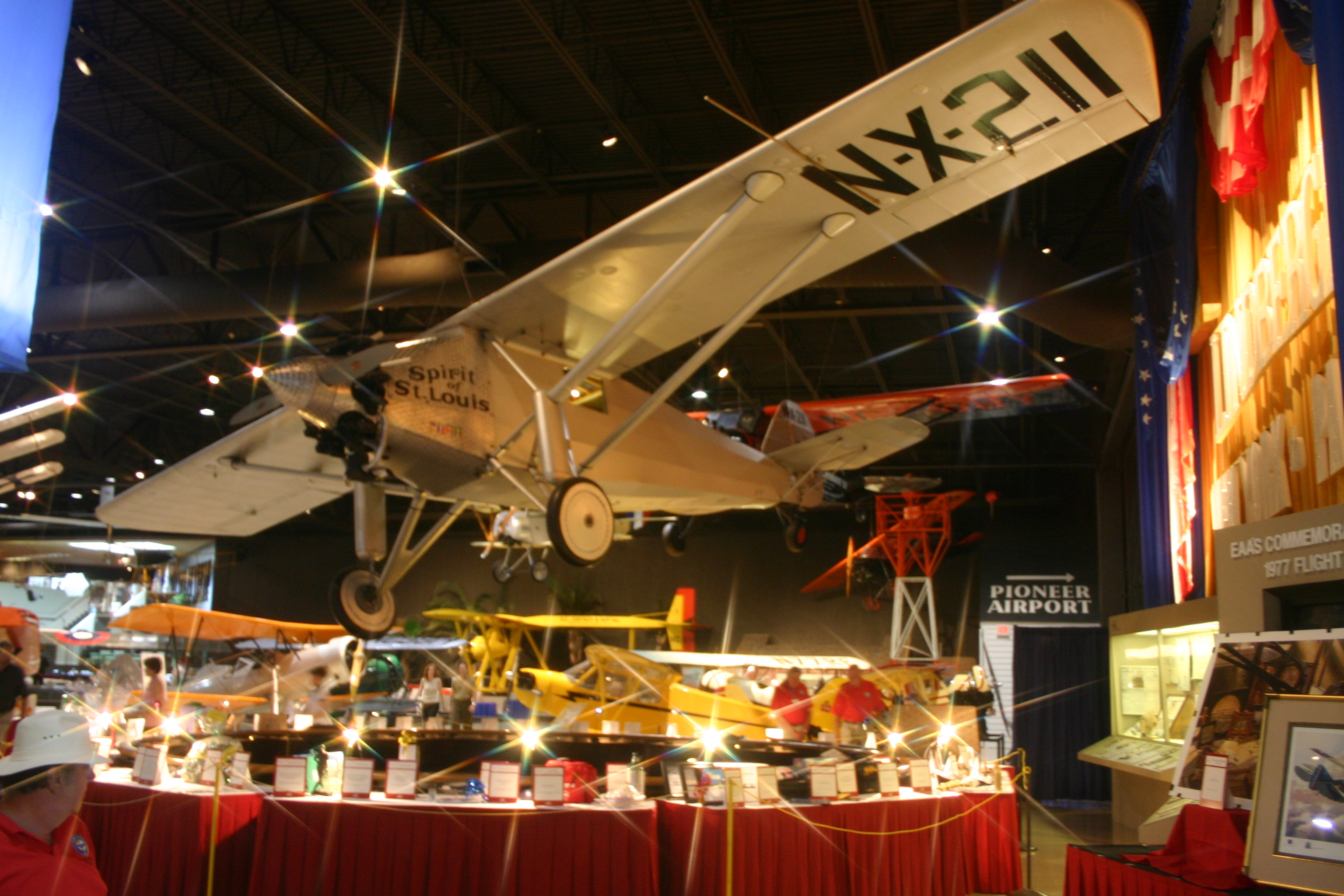
نسخة طبق الأصل من روح سانت لويس في متحف جمعية الطائرات التجريبية للطيران

في الذكرى الأربعين لرحلة لندبرغ، تم بناء نسخة جديدة تسمى سبيريت 2 بواسطة طيار فيلم حيلة، فرانك تالمان. حلقت الطائرة لأول مرة في 24 أبريل 1967، وظهرت في معرض باريس الجوي عام 1967 حيث قامت بعدة رحلات فوق باريس. في عام 1972، تم شراء سبيريت 2 مقابل 50000 دولار من قبل متحف سان دييغو للطيران والفضاء (المعروف سابقًا باسم متحف سان دييغو للفضاء) وتم عرضه على الملأ حتى دمره الحريق العمد في عام 1978. قام المتحف ببناء بديل اسمه سبيريت 3 والذي طار لأول مرة في 28 أبريل 1979؛ قامت بسبع رحلات جوية قبل عرضها على الشاشة. في أغسطس 2003، تمت إزالة سبيريت 3 من العرض وتم نقله كإحياء للذكرى 75 للندبرغ. الطائرة معروضة الآن في القاعة المستديرة بالمتحف.
من خلال جهود كل من الموظفين والمتطوعين، أنتجت جمعية الطائرات التجريبية في أوشكوش بولاية ويسكونسن نسختين من روح سانت لويس، مدعومة بمحركات شعاعية كونتيننتال R-670 -4، الأول في عام 1977 (كان مقرًا لهما) على التحويل من بي-1 بروم؛ أثبتت الطائرة أنها متدهورة للغاية بحيث لا يمكن استخدامها بهذه الطريقة)، جواً من قبل مؤسس جمعية الطائرات التجريبية (EAA) بول بوبيريزني للاحتفال بالذكرى الخمسين لرحلة لندبرغ عبر المحيط الأطلسي والجولة اللاحقة في الولايات المتحدة تنص على. هذا المثال معروض الآن في معرض المتحف الرئيسي. بدأت نسخة ثانية من الصفر في عام 1977 ونُقلت لأول مرة في نوفمبر 1990، وتستمر في الطيران في العروض الجوية والمناسبات التذكارية. تم تسجيل نسختي جمعية الطائرات التجريبية (EAA) تحت (NX-211) الأصلي.
تم بناء نسخة أخرى صالحة للطيران بواسطة ديفيد كانافو وتم نقلها لأول مرة في عام 1979، مدعومًا بمحرك ليكومينغ أر-680. في عام 1995، تم شراؤها من قبل كيرميت ويكس لمتحف «خيال الطيران» (Fantasy of Flight) في بولك سيتي، فلوريدا.
تم شطب نسخة من الروح (تسجيل ES-XCL)، الذي تم بناؤه واعتماده في إستونيا في عام 1997، في 31 مايو 2003. بعد وقت قصير من الإقلاع في معرض جوي في كوفنتري، إنجلترا، حدث فشل هيكلي، مما أدى إلى حادث مميت، مما أسفر عن مقتل مالكها الطيار، الكابتن بيير هولاندر.[Note 3]
تعود ملكية نسخة سبيريت التي اكتملت مؤخرًا والمخصصة لصلاحية الطيران من قبل مطار راينبيك القديم (ORA)، والتي حققت حلمًا مدى الحياة لمؤسسها الأساسي كول بالين (1925-1993). كان كول قد بدأ مشروع الاستنساخ قبل وفاته، وقد تم بناؤه في الغالب من قبل طيار أورا السابق ومدير صيانة الطائرات القديمة الحالي كين كاسينز، واستلم غطاء الجناح، واكتمل بنسيج مخدر في عام 2015. حصل بالين على شعاعي رايت ويرل ويند (Wright Whirlwind J-5C) الذي تم ترميمه في السبعينيات من القرن الماضي لبدء المشروع، حيث تم دمج أدوات الطيران الأصلية والتي لا تزال تعمل من حقبة العشرينات - بما في ذلك نفس النوع الأساسي من بوصلة محث الأرض التي استخدمها لندبرغ - مطابقة مع تلك الموجودة في الروح الأصلية في (NASM).
حلقت طائرة الاستنساخ هذه بنجاح في أوائل ديسمبر 2015 في شمال ولاية نيويورك، بقيادة مرمم وباني الطائرات كين كاسينز من ستون ريدج، نيويورك. قامت الطائرة برحلتها العامة الأولى في 21 مايو 2016، الذكرى 89 لرحلة لندبرغ.
استنساخ JNE Aircraft
على مدار 7 سنوات و 3 أشهر، صمم جون نورمان من بيرلينغتون بواشنطن حتى الآن أكثر استنساخ الروح أصالة على الإطلاق. بهدف إنشاء نسخة من الطائرة «كما هي الآن»، مع جميع التصحيحات والتحديثات والتعديلات التي أعيد إنشاؤها بتفاصيل دقيقة ومكافأة إضافية لكونها صالحة للطيران، أكمل نورمان المشروع في عام 2019. تم إجراء الرحلة الأولى في 28 يوليو 2019 وكانت الرحلة العامة الأولى في الثامن من سبتمبر بقيادة صديق جون والطيار المخضرم رون فاولر.
في عام 2015، وبجهود منسقة من قبل زميله الباحث في (Spirit Ty Sundstrom) والمتحف الوطني للطيران والفضاء، أجرى نورمان قياسات تفصيلية لتصحيح الأخطاء التي اكتشفها في رسومات "Morrow" الحالية. خلال نفس الرحلة، في محاولة للبحث عن سجل لندبرغ المفقود، استخدم نورمان منظار فيديو لفحص مناطق لم يسبق لها مثيل من جسم الطائرة واكتشف زوجًا أصليًا من الكماشة يعتقد أنه تم استخدامه من قبل لندبرغ لضبط صمامات الوقود أثناء الرحلة.
في عام 2021، ركز فيلم وثائقي طويل على المشروع وبدأ منشئه الإنتاج. من المتوقع إصدار مؤقت لربيع 2023.

### أمثلة العرض الثابت
يتم الآن عرض نسخة ثابتة بنسبة 90 ٪، تم بناؤها في عام 1956 لفيلم (The Spirit of St Louis) من قبل موظفي الاستوديو، في (Wings of the North Air Museum) في إيدن بريري، مينيسوتا. في عام 1999، بنى متحف سان دييغو للطيران والفضاء نموذجًا غير طيران تم تزويده بمحرك Wright J-5 الأصلي. إنه معروض في مطار سان دييغو الدولي. تم بناء نسخة ثابتة من روح سانت لويس في عام 2002 وهي معروضة في مطار سانت لويس لامبرت الدولي. يحتوي متحف اوكتاف تشانوت ايروسبيس في رانتول بولاية إلينوي أيضًا على نسخة ثابتة قام بها متطوعون في المتحف. تم العثور على نسختين أيضًا في ألمانيا، أحدهما في مطار فرانكفورت الدولي والثاني في «متحف الطيران هانوفر لاتزن».[Note 4]

## المواصفات (Ryan NYP)
- الطاقم: 1
- طول: 27 قدم 7 بوصة (8.41 م)
- باع الجناح: 46 قدم (14 م)
- أرتفاع: 9 قدم 10 بوصة (3.00 م)
- مساحة الجناح: 320 قدم مربع (30 م2)
- جناح حامل: Clark Y[42]
- الوزن الفارغ: 2,150 رطل (975 كغ)
- الوزن الإجمالي: 2,888 رطل (1,310 كغ)
- وزن الأقصى للإقلاع: 5,135 رطل (2,329 كغ)
- سعة الوقود: 450 جالون أمريكي (375 جالون أمبراطوري; 1,703 l)
- المحركات: 1 × رايت ويرلويند (Wright Whirlwind J-5C) 9-اسطوانة محرك مكبس شعاعي مبرد بالهواء، 223 حصان (166 كيلو وات)
- المراوح: 2 شفرة- معدنية ذات نصل قياسي ثابتة من الصلب

أداء
- السرعة القصوى: 133 ميل في الساعة (214 كم/ساعة، 116 عقدة)
- سرعة كروز: 100–110 ميل في الساعة (160–180 كم/ساعة، 87–96 عقدة)
- المدى: 4,100 ميل (6,600 كم، 3,600 ميل بحري)
- سقف الخدمة: 16,400 قدم (5,000 متر)
- حمولة الجناح: 16 رطل/قدم مربع (78 كغ/م2)
- نسبة القوة إلى الوزن: 0.0435 حصان/رطل (0.0715 كيلووات/كغ)

## صالة عرض

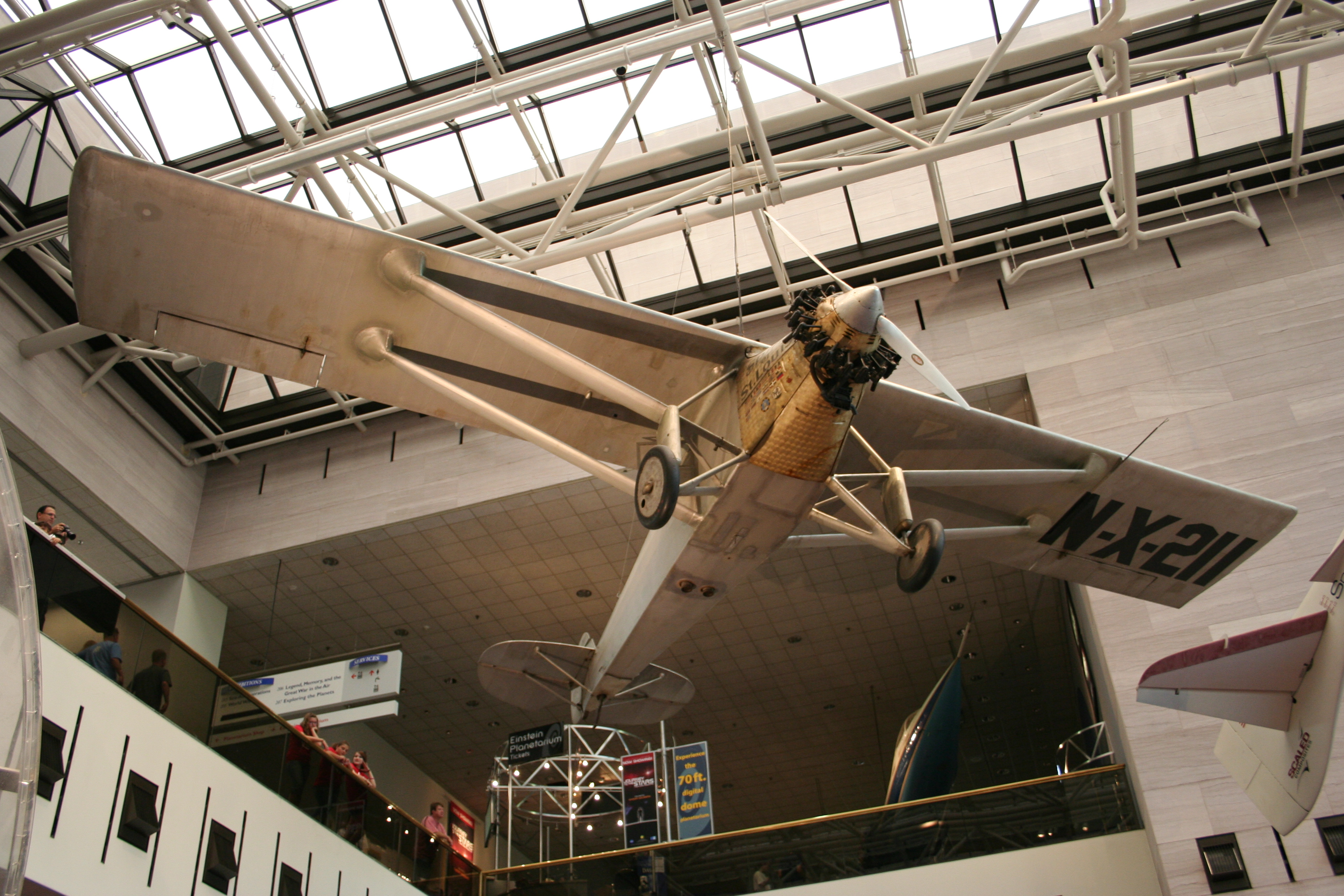
عرض روح سانت لويس في المتحف الوطني للطيران والفضاء
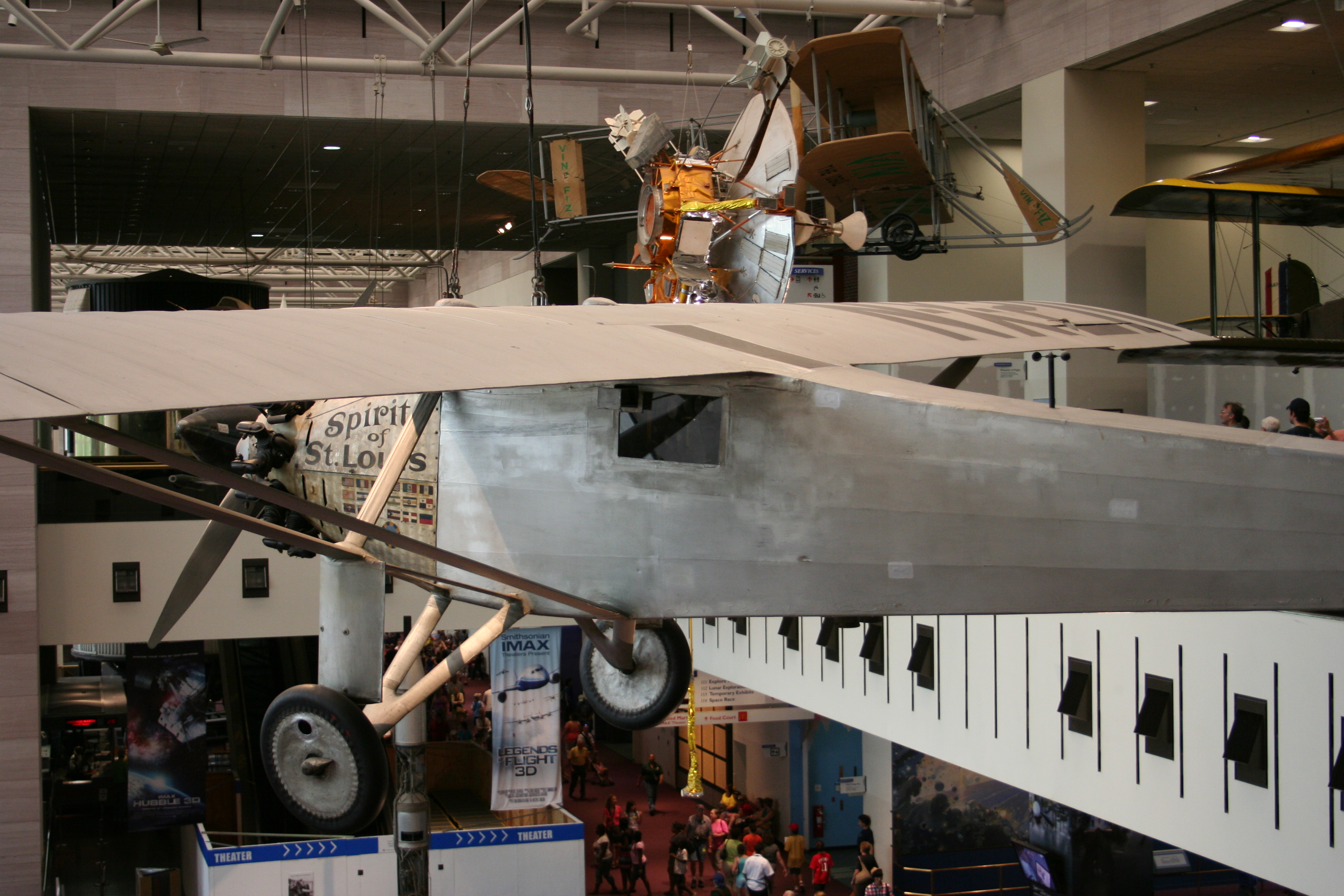
الجانب الأيسر من روح سانت لويس
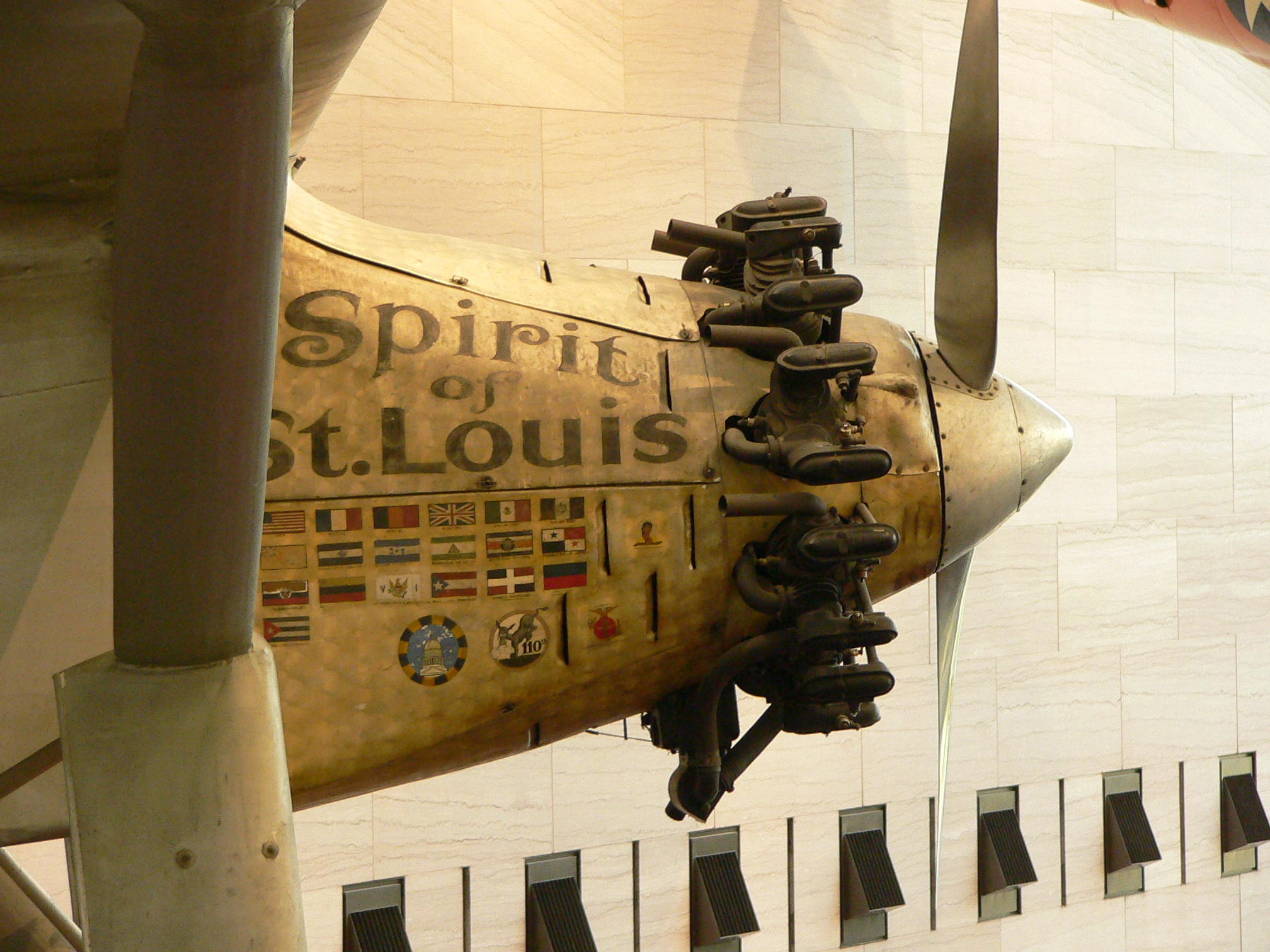
أنف روح سانت لويس، مع محرك رايت ويرلويند شعاعي مرئي
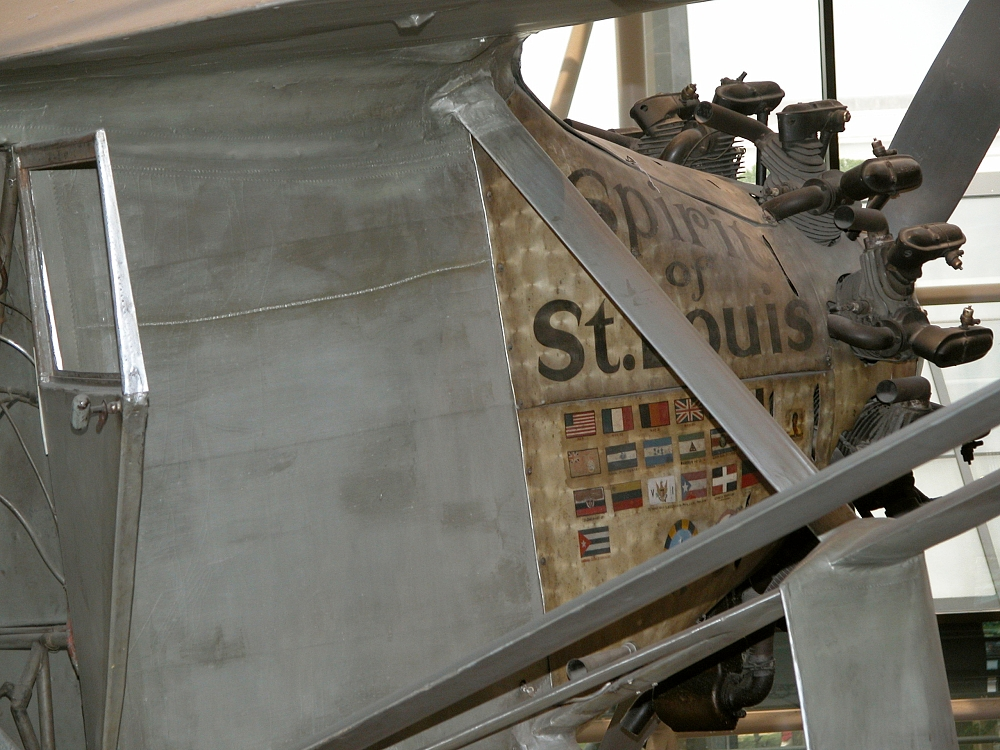
أنف روح سانت لويس
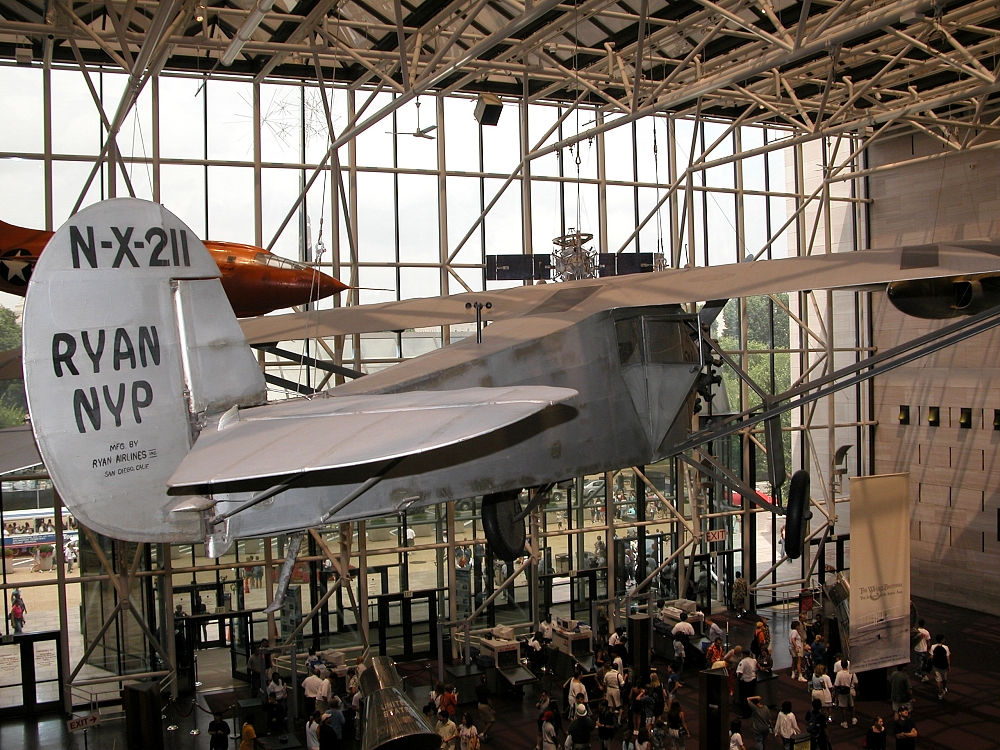
ذيل روح سانت لويس
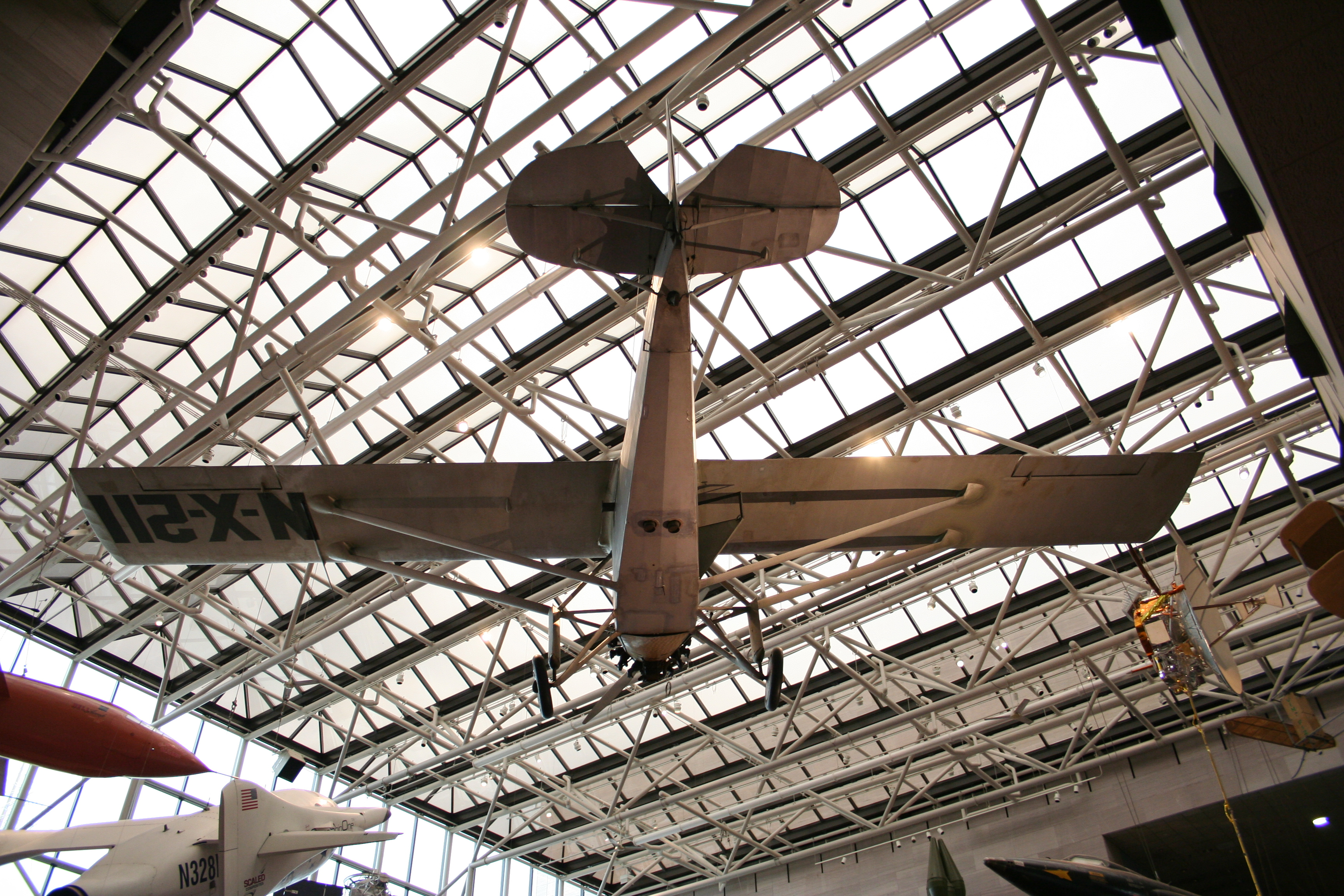
تحت ذيل روح سانت لويس
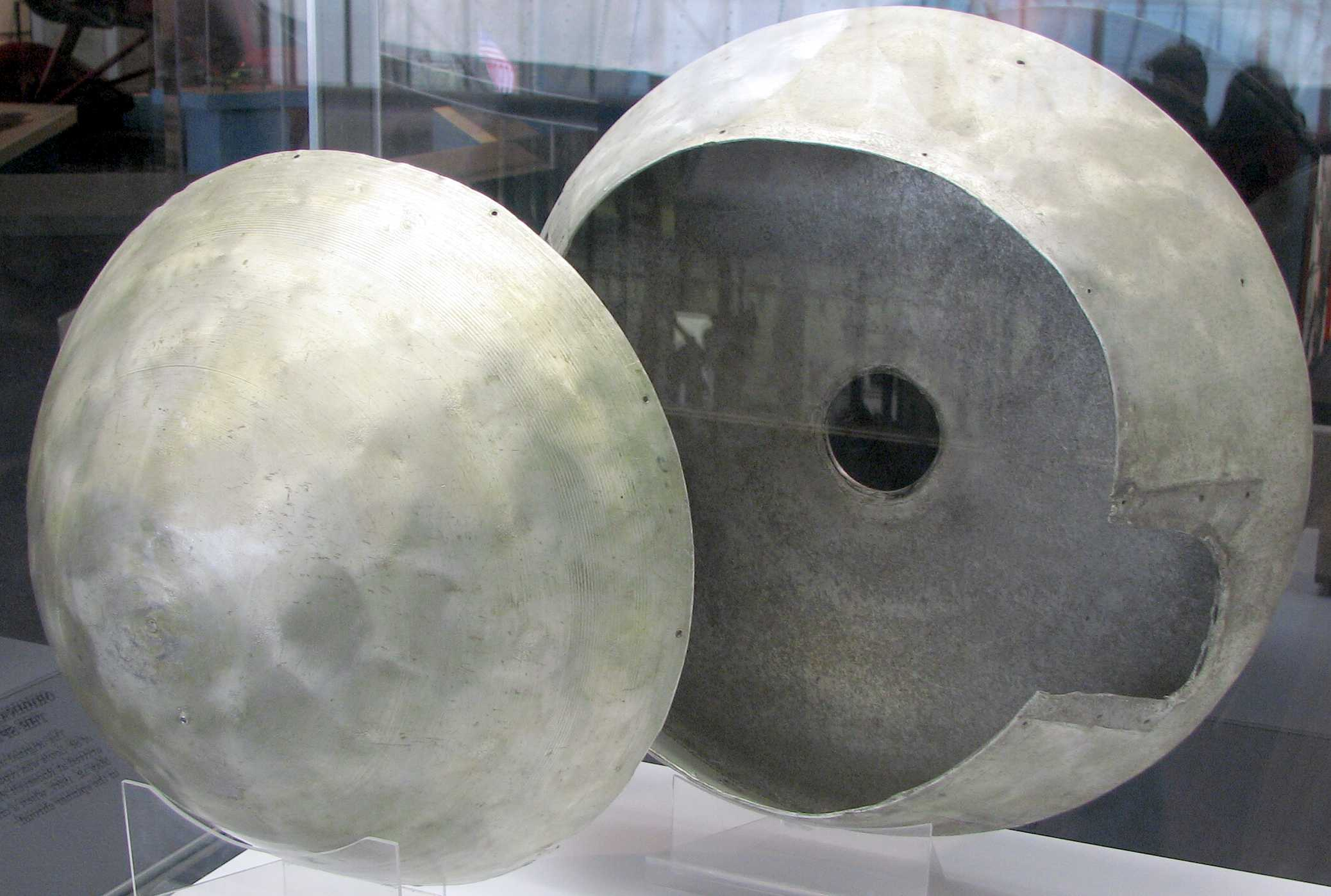
دوار روح سانت لويس
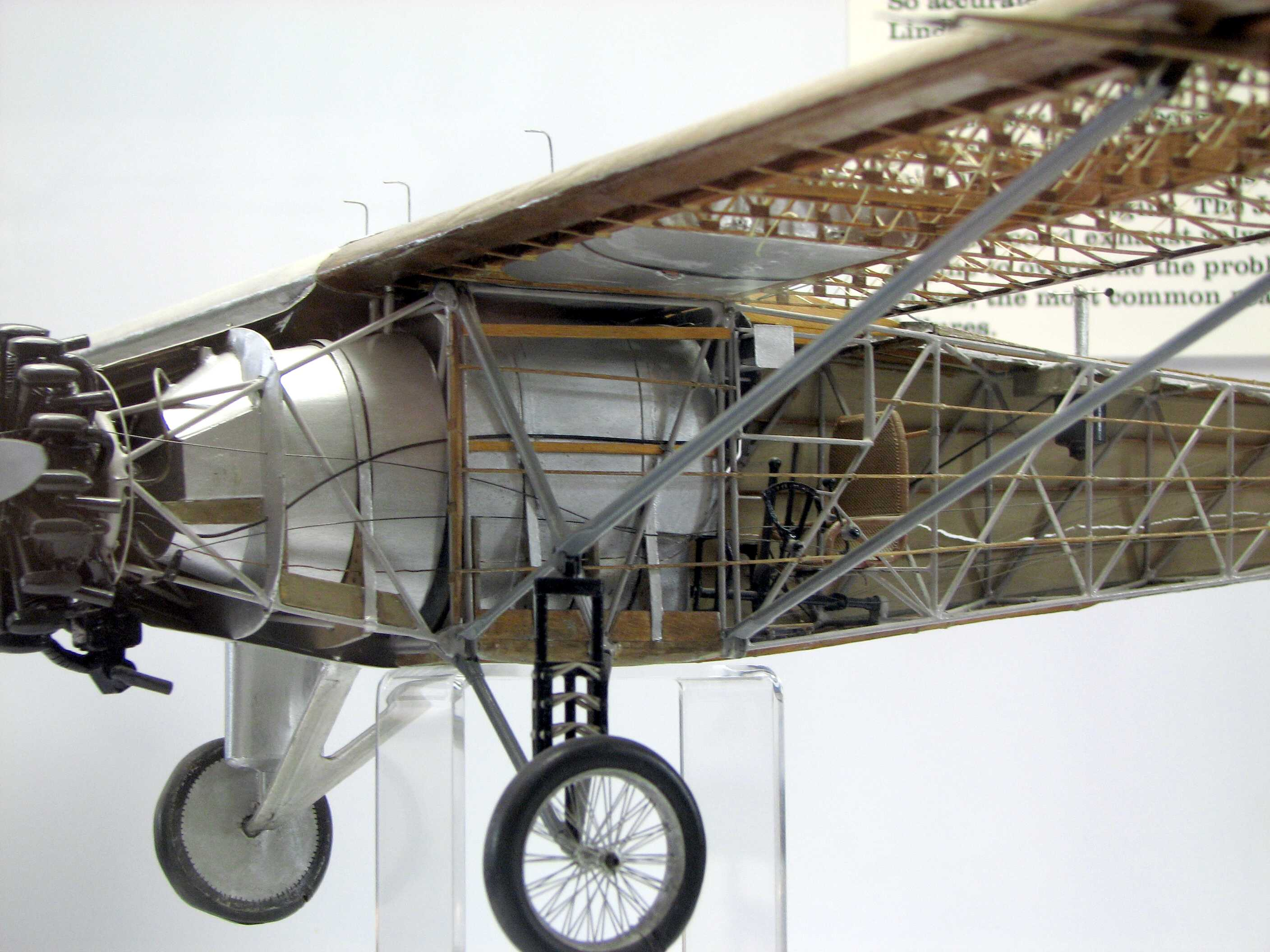
نموذج روح سانت لويس
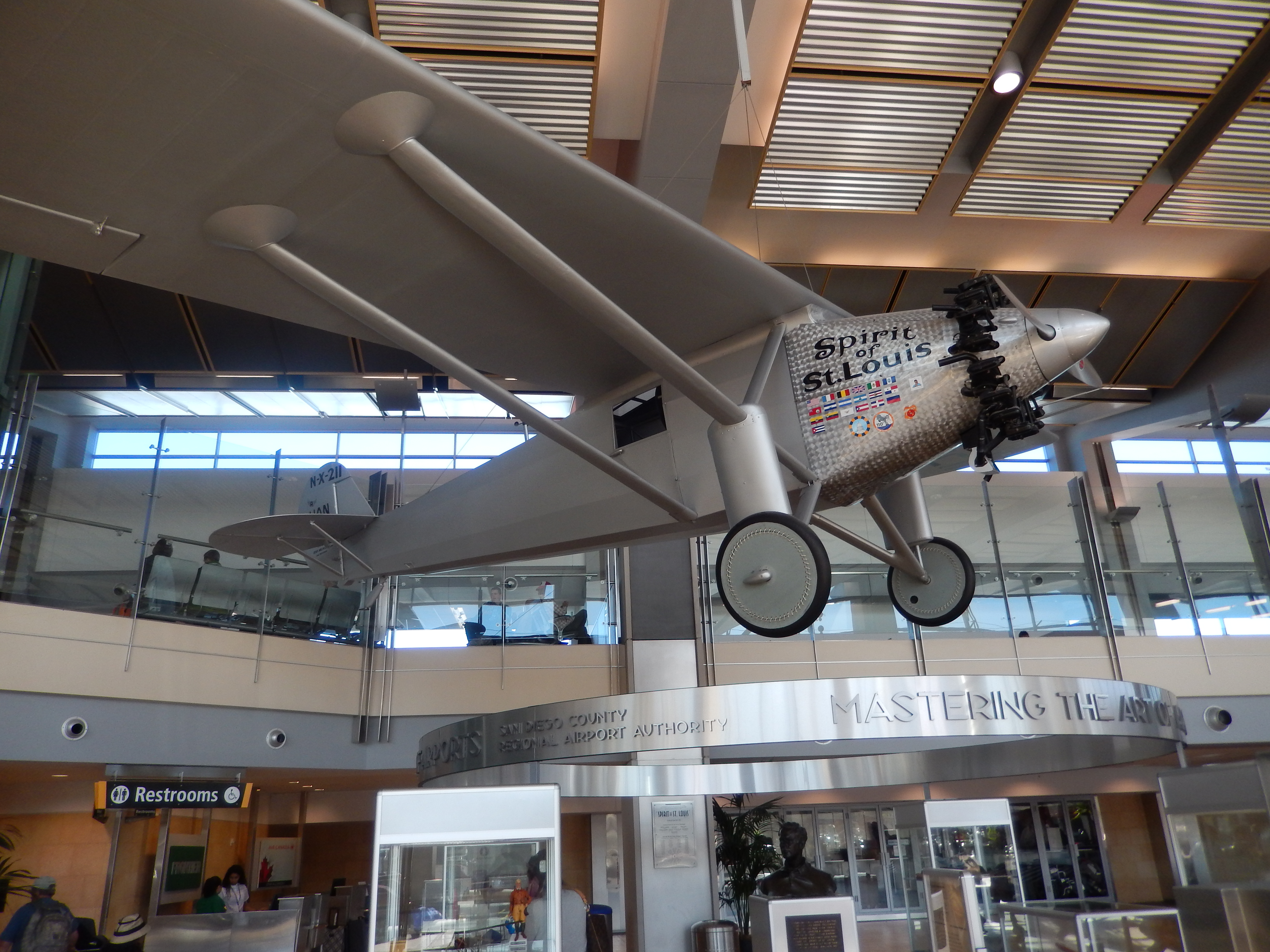
نموذج لروح سانت لويس في مطار سان دييغو الدولي

### اقتباسات
1. 1 2 3 4 5  مذكور في: The Complete Encyclopedia of Flight 1848-1939, Chartwell Edition. الصفحة: 167. الناشر: Chartwell Books. تاريخ النشر: نوفمبر 2009. المُؤَلِّف: Malcolm V. Lowe.
2. ↑  "Ryan NYP Spirit of St. Louis". متحف الطيران والفضاء الوطني. مؤرشف من الأصل في 2017-07-15. اطلع عليه بتاريخ 2017-07-31.
3. ↑  Jackson 2012, pp. 512–516.
4. ↑  Belfiore 2007, pp. 15–17.
5. 1 2  Tekulsky, Joseph D. "B.F. Mahoney was the 'mystery man' behind the Ryan company that built Lindbergh's Spirit of St. Louis". نسخة محفوظة September 15, 2008, على موقع واي باك مشين. Charles Lindbergh – An American Aviator. Retrieved: July 31, 2017.
6. ↑  Bak 2011, p. 134.
7. 1 2 3  Buck, Rinker. "How Lindy Did the Hop". نسخة محفوظة May 23, 2018, على موقع واي باك مشين. Wall Street Journal. May 26, 2017.
8. ↑  Bak 2011, p. 135.
9. ↑  "Photos from the estate of Tom Rutledge, who is credited with building Lindbergh's J5". نسخة محفوظة May 12, 2008, على موقع واي باك مشين. Charles Lindbergh – An American Aviator. Retrieved: May 11, 2008.
10. ↑  Cassagneres 2002, p. 44.
11. ↑  Lindbergh 1953, p. 362.
12. ↑  "Haskelite Used on Lindbergh's Plane"، Grand Rapids Spectator، Grand Rapids, Michigan: Grand Rapids Association of Commerce، ج. XVI، ص. 11، 18 يونيو 1927، "Made in Grand Rapids" is the tag on the material forming the important structural part of the "Spirit of St. Louis," the airplane which Col. Charles Augustus Lindbergh flew from New York to Paris. The backbone of this monoplane, which made the 3,600-mile non-stop voyage across the Atlantic, was formed from haskelite plywood, made at the large plant of the Haskelite Manufacturing Corporation, 1850–1950 Broadway Avenue, NW. In the Lindbergh plane the cabin, wing ribs, wing beams, leading edges and practically all parts of the ship in which plywood was used were of haskelite.
13. ↑  Nevin 1980, p. 99.
14. ↑  Lindbergh 1927, pp. 267–268.
15. ↑  Lindbergh 1953, pp. 455-456.
16. ↑  Reynolds, Quentin. "The Bold Victory of a Man Alone". نسخة محفوظة December 1, 2016, على موقع واي باك مشين. The New York Times (Books), September 13, 1953.
17. ↑  Direct correspondence with Dr. F. Robert van der Linden, Chairman, Aeronautics Division at the National Air and Space Museum of the Smithsonian Institution in response to a direct inquiry to their Archives department about this matter. Dr. van der Linden is the curator responsible for the Spirit of St. Louis. His response verbatim:
«The nose of the Spirit of St. Louis is a golden color because of a well-intentioned but mistaken attempt by us to preserve the markings on the cowling. We don’t know exactly when, but soon after the Smithsonian acquired the Spirit in May 1928, we sought to preserve the markings by applying a clear coat of varnish or shellac. Unfortunately, over the years, this coating has yellowed with age. While it has taken on a beautiful golden hue, the color is wrong. The aluminum cowling should be in its natural silver color.»
18. ↑  "An Inside Look at the Spirit of St. Louis." نسخة محفوظة March 4, 2016, على موقع واي باك مشين. Air & Space magazine, May 20, 2015. Retrieved: October 24, 2015.
19. ↑  "Visitors to the National Air and Space Museum in Washington will get a rare up-close look at the Spirit of St. Louis." نسخة محفوظة March 12, 2016, على موقع واي باك مشين. Youtube video (AP Archive), August 3, 2015. Retrieved: October 24, 2015.
20. 1 2  Bowers 1967, p. 71.
21. ↑  Cassagneres 2002, p. 140.
22. ↑  "Charles Lindbergh and his Ryan Brougham B-1X (NX4215)." نسخة محفوظة March 9, 2009, على موقع واي باك مشين. DigitalimageServices.com.
23. ↑  Forden 1973, p. 175.
24. ↑  Daniels 1969, p. 45.
25. ↑  Cassagneres 2002, pp. 142–143.
26. ↑  Cassagneres 2002, p. 143.
27. 1 2 3 4  Simpson 2003, p. 66.
28. ↑  "Spirit of St Louis Replica Takes to the Sky." Air Progress, April 1991, p. 24.
29. ↑  "1927 Spirit of St. Louis". نسخة محفوظة August 1, 2017, على موقع واي باك مشين. خيال الطيران Retrieved: July 31, 2017.
30. ↑  "Pilot killed in air show crash." نسخة محفوظة May 28, 2006, على موقع واي باك مشين. BBC News, June 1, 2003.
31. ↑  Unsworth, David. "Ryan NYP (Replica) - Untitled". نسخة محفوظة March 4, 2016, على موقع واي باك مشين. كوفنتري، إنجلتر، 31 مايو 2003. "Airliners.net." تم الاسترجاع: 27 سبتمبر 2010. "التسمية التوضيحية: صورت قبل ثانيتين من تحطم الطائرة وسقوطها من السماء. تحطمت الطائرة فور وصولها إلى نهاية المدرج. كانت هذه الطائرة نسخة طبق الأصل قام فيها تشارلز ليندبيرغ بأول عبور منفرد عبر المحيط الأطلسي من نيويورك إلى باريس في 20/21 مايو 1927. وقد أطلق على طائرة ريان أحادية السطح اسم "روح سانت لويس" كان من المقرر أن يكون نجم العرض الجوي، قُتل الطيار، وتوقيرنا إلى عائلته."
32. ↑  "Ryan NYP – Spirit of St. Louis." نسخة محفوظة August 1, 2017, على موقع واي باك مشين. Old Rhinebeck Aerodrome, May 28, 2013. Retrieved: July 31, 2017.
33. ↑  Pope، Stephen (8 ديسمبر 2015). "Old Rhinebeck Aerodrome's Spirit of St. Louis Replica Flies". Flying. مؤرشف من الأصل في 2016-08-18. اطلع عليه بتاريخ 2017-07-31.
34. ↑  "Background". JNE Aircraft, LLC (بالإنجليزية). Archived from the original on 2022-06-15. Retrieved 2022-06-15.
35. ↑  Podsada, Janice (11 Aug 2019). "This might be the best Spirit of St. Louis replica ever made". HeraldNet.com (بالإنجليزية الأمريكية). Archived from the original on 2021-05-14. Retrieved 2022-06-15.
36. ↑  Podsada, Janice (7 Sep 2019). "Spirit of St. Louis replica to make its first public flight". HeraldNet.com (بالإنجليزية الأمريكية). Archived from the original on 2021-05-14. Retrieved 2022-06-15.
37. ↑  "Living History: Ryan NYP". www.key.aero (بالإنجليزية). Archived from the original on 2022-07-09. Retrieved 2022-06-15.
38. ↑  Magazine, Smithsonian; Goss, Heather. "Look What Lindbergh Left Inside the Spirit of St. Louis". Smithsonian Magazine (بالإنجليزية). Archived from the original on 2022-06-15. Retrieved 2022-06-15.
39. ↑  "Aircraft Restoration | JNE Aircraft, LLC | Washington". JNE Aircraft, LLC (بالإنجليزية). Archived from the original on 2022-06-18. Retrieved 2022-06-15.
40. ↑  Cassagneres 2002, pp. 143–145.
41. ↑  Cassagneres 2002, p. 146.
42. ↑  Lednicer, David. "The Incomplete Guide to Airfoil Usage". m-selig.ae.illinois.edu. Archived from the original on March 26, 2019. Retrieved April 16, 2019. نسخة محفوظة 3 مايو 2022 على موقع واي باك مشين.

### فهرس
- روح سانت لويس، تشارلز لندبرغ - طيار أمريكي
- رحلة لندبرغ عبر المحيط الأطلسي: من نيويورك إلى باريس الجدول الزمني، 20-21 مايو 1927، تشارلز لندبرغ - طيار أمريكي
- أرشيف الصور دونالد أ.هول : مصمم روح سانت لويس، تشارلز لندبرغ - طيار أمريكي
- ريموند أورتيج- جائزة 25000 دولار، تشارلز لندبرغ - طيار أمريكي
- «شريك لندبرغ العظيم»، العلوم الشعبية، أغسطس 1927، ص. ١٢-١٣ / ١٢٣-١٢٥، واحدة من أقدم المقالات عن روح سانت لويس.
- كان BF ماهوني هو «الرجل الغامض» وراء شركة رآين التي قامت ببناء Lindbergh's روح سانت لويس Charles Lindbergh - طيار أمريكي
- تحلق روح سانت لويس فوق باريس بينما يغادر لندبرغ إلى بلجيكا، المحطة التالية بعد بضعة أيام في فرنسا (فليكر) (صورة مفصلة كبيرة، إذا لم تقلل فقط اضغط على زر «تحديث»)
- سكوت، فيل. «عمل ليندي هوب». سبتمبر 2017. AOPA. وتفصل روابط الفيديو والصور والمقالات هذا الاستنساخ الطائر للذكرى التسعين للروح '

قالب:Ryan aircraft